# Barnard 68
Barnard 68 è una nebulosa oscura della Via Lattea localizzata a circa 500 anni luce dalla Terra nella costellazione dell'Ofiuco. Si tratta di una vasta regione oscura, priva di stelle ma molto ricca di polvere interstellare. Per la sua opacità il suo interno è estremamente freddo, ad una temperatura di circa 16 K (-257 °C). Fu aggiunta dall'astronomo statunitense Edward Emerson Barnard all'omonimo catalogo di nebulose oscure nel 1919. Possiede una massa di circa due volte quella solare e misura mezzo anno luce in diametro.

## Caratteristiche

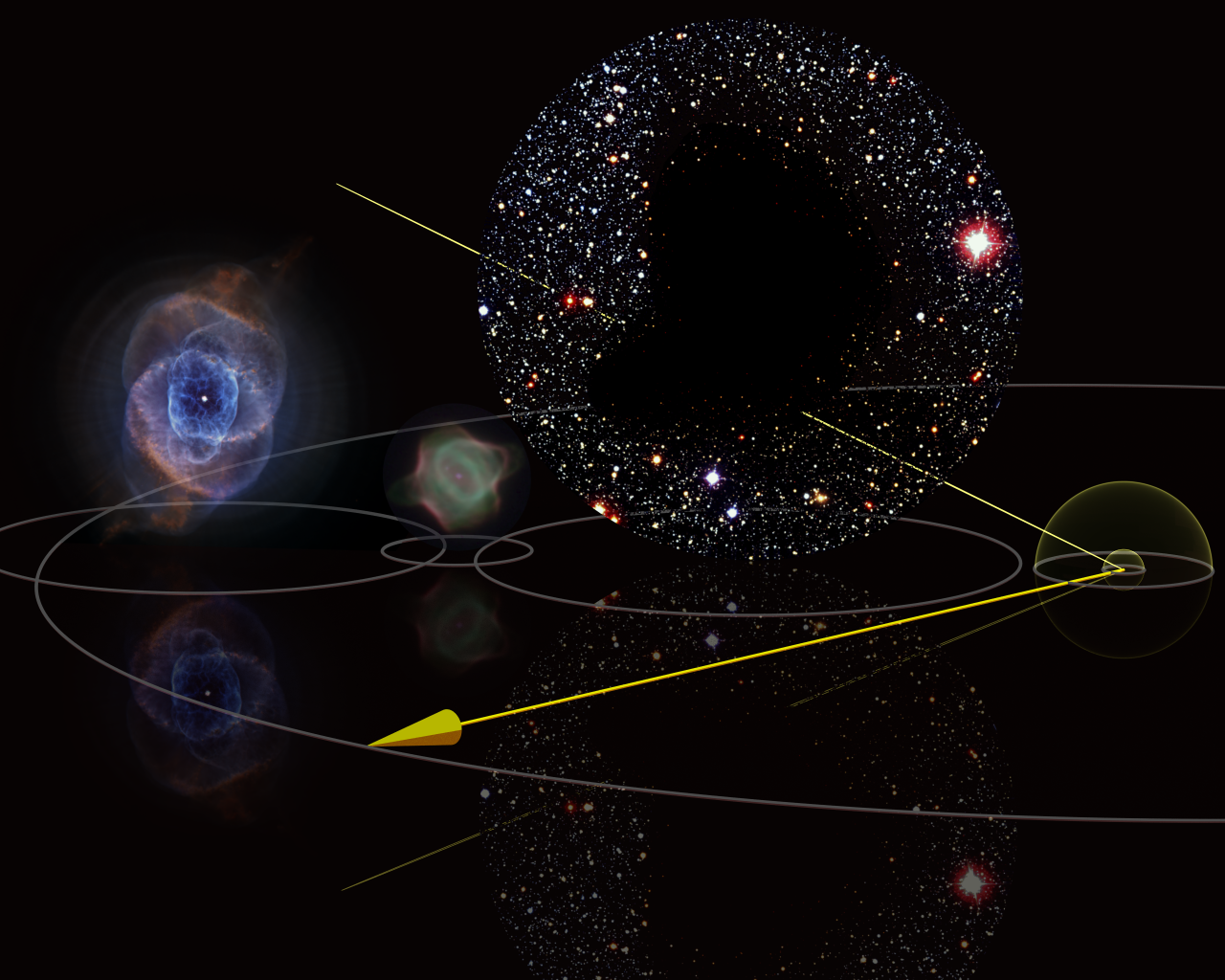
Barnard 68 confrontata con Occhio di Gatto e in giallo il punto vernale

Nonostante la nebulosa sia opaca nelle lunghezze d'onda della luce visibile, osservazioni effettuate con il Very Large Telescope sul Cerro Paranal hanno rivelato che la nebulosa impedisce la vista di circa 3.700 stelle della Via Lattea nello sfondo, delle quali un migliaio sono visibili solo nell'infrarosso. Misurazioni precise del grado di oscuramento hanno portato a una mappatura accurata della distribuzione della polvere nella nebulosa, data la sua appartenenza al vicinato del Sole che ne facilita grandemente l'osservazione e lo studio. Se non disturbata da forze esterne, la stabilità della nebulosa oscura è un preciso bilancio tra la pressione uscente, causata dalla temperatura dei componenti della nube, e la forza gravitazionale diretta internamente, generata dalle particelle stesse. Ciò fa sì che la nebulosa oscilli in modo non dissimile da quello di una grande bolla di sapone. Per trasformare la nebulosa in una stella, la gravità deve predominare per un tempo sufficiente a causare il collasso e a raggiungere le temperature e densità necessarie alla fusione nucleare. Quando ciò accade, la dimensione molto più piccola della stella indica il raggiungimento di un nuovo bilanciamento tra la gravità e la pressione di radiazione.
I bordi ben definiti di Barnard 68, insieme ad altre caratteristiche, indicano che la nebulosa è vicina al collasso gravitazionale, il quale avverrà entro circa 100.000 anni e la porterà a diventare una stella.

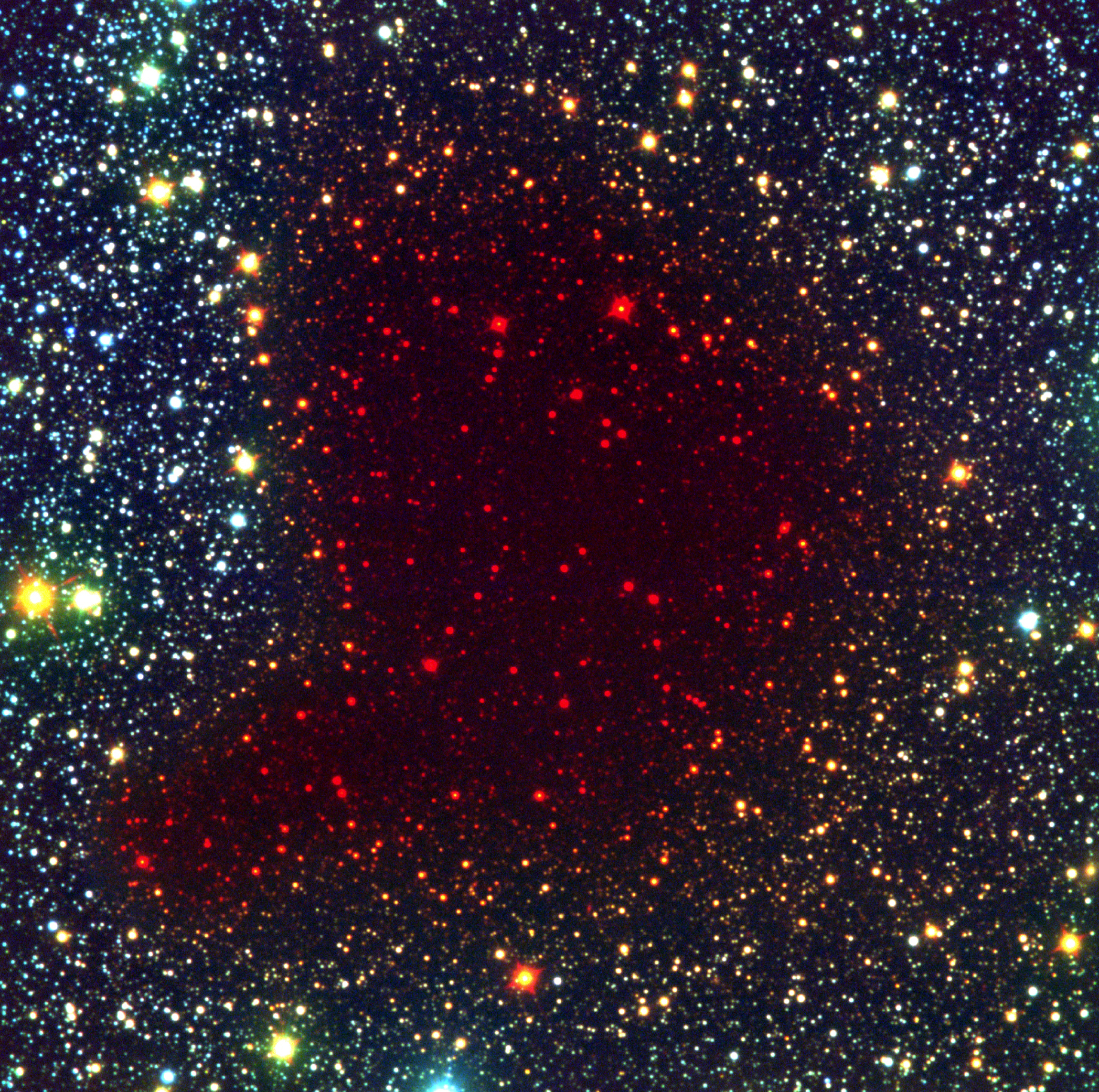
Immagine della nebulosa nell'infrarosso lasciando vedere le stelle oscurate nel visibile